# 盖维拱门
45°26′24″N 10°59′20″E / 45.44000°N 10.98889°E

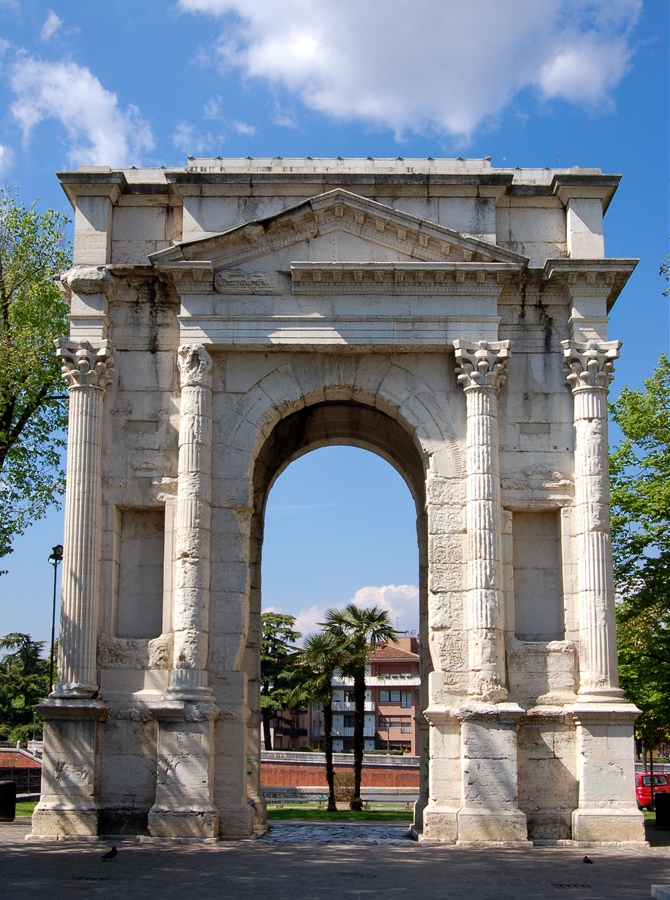
盖维拱门

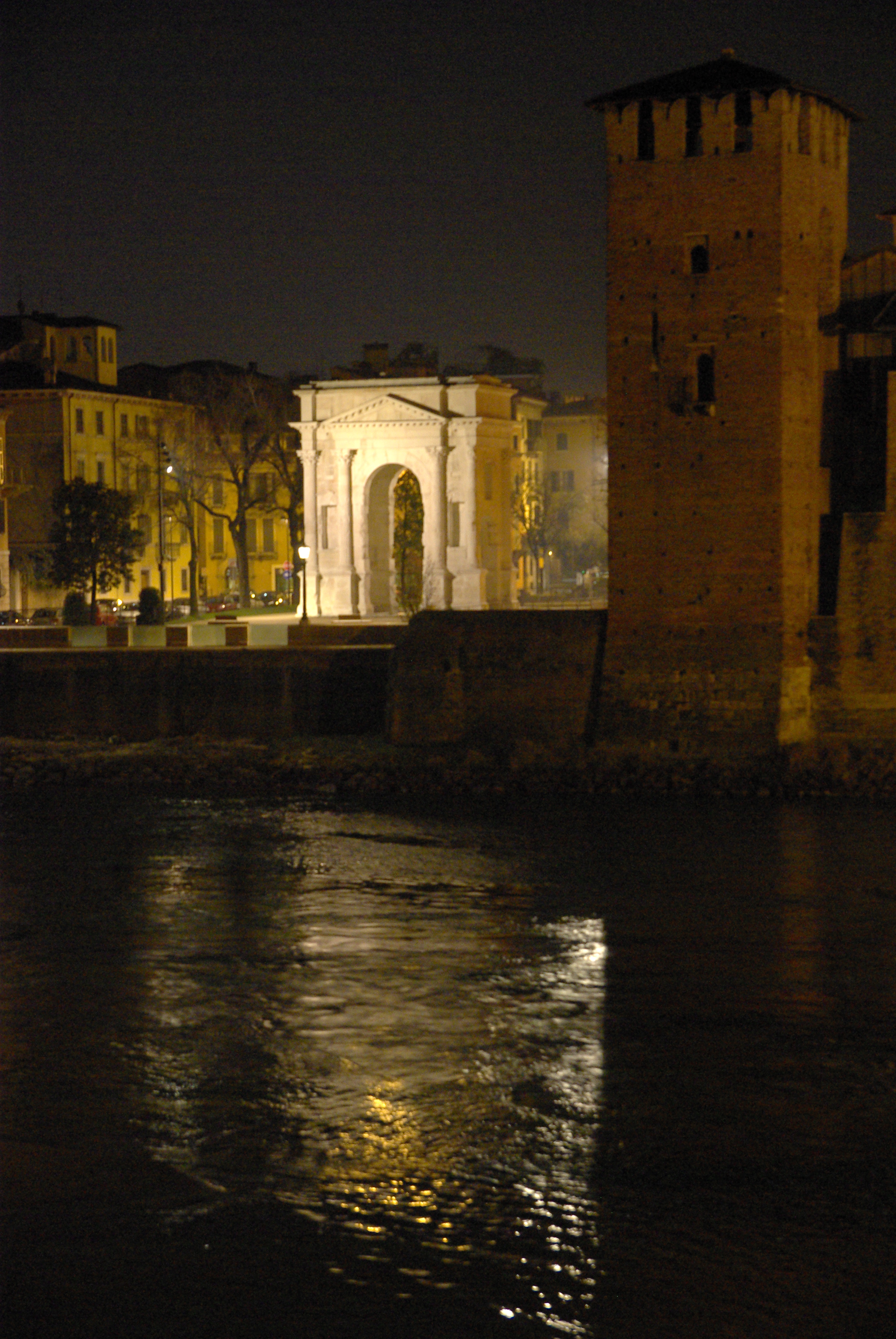
从阿迪杰河看盖维拱门，右侧为老城堡.

盖维拱门（Arco dei Gavi）是意大利北部城市维罗纳的一座古罗马建筑。

## 历史
盖维拱门由建筑师 L. Vitruvius Cerdo （不是著名建筑师维特鲁威）建于公元1世纪，由维罗纳的罗马贵族盖维家族建造。它位于波斯杜米娅古道（Via Postumia）的起点。侧翼刻有家族成员的雕像。
在中世纪，市议会决定将其作为围绕维罗纳的城墙上的城门之一。
在拿破仑统治时期，法国工程师将其拆除。其废墟被转移到一个广场，后来迁到维罗纳圆形竞技场。拆除前制成一个木制模型。在1932年，墨索里尼根据此模型重建拱门，使用了一些原始的石料。正如他在罗马重建和平祭坛和奥古斯都陵墓一样，也是用于法西斯宣传。拱门在老城堡旁重建，距离原来的位置不远。